# Härifrån till evigheten
Härifrån till evigheten (originaltitel: From Here to Eternity) är en amerikansk dramafilm från 1953 i regi av Fred Zinnemann. Filmen bygger på James Jones roman med samma titel. Filmen hade svensk premiär den 21 december 1953. 

## Handling
Hawaii 1941. Fanjunkare Milton Warden (Burt Lancaster) inleder ett förhållande med sin kaptens fru Karen. Kaptenen är karriärsugen och tror att om hans män vinner en boxningsturnering kommer det att hjälpa honom. Menige Prewitt (Montgomery Clift) är före detta boxare men vägrar av princip att boxas. Kaptenen ser därför till att Prewitt trakasseras på alla sätt. I jämförelse med boken är den amerikanska förkrigsarméns hårda verklighet betydligt nedtonad.

## Rollista i urval
- Burt Lancaster - Fanjunkare Milton Warden
- Montgomery Clift - Menige Prewitt
- Deborah Kerr - Karen Holmes
- Donna Reed - Lorene
- Frank Sinatra - Menige Angelo Maggio
- Philip Ober - Kapten Dana Holmes
- Ernest Borgnine - Fatso Judson
- Jack Warden - Korpral Buckley
- Claude Akins - Sergeant 'Baldy' Dhom

## Utmärkelser och nomineringar
Filmen vann hela åtta Oscars vid Oscarsgalan 1954 och var nominerad till ytterligare fem:
- Frank Sinatra vann priset för Bästa manliga biroll.[1]
- Donna Reed vann priset för Bästa kvinnliga biroll.[1]
- Burnett Guffrey vann priset för bästa svartvita foto.[1]
- Fred Zinnemann vann priset för bästa regi.[1]
- William A. Lyon vann priset för bästa klippning.[1]
- Buddy Adler (producent) vann priset för bästa film.[1]
- John P. Livadary vann priset för bästa ljud.[1]
- Daniel Taradash vann priset för bästa manuskript.[1]
- Montgomery Clift var nominerad i klassen bästa manliga skådespelare.
- Burt Lancaster var nominerad i klassen bästa manliga skådespelare.
- Deborah Kerr var nominerad i klassen bästa kvinnliga skådespelare.
- Jean Louis var nominerad i klassen bästa kostym
- Morris Stoloff och George Duning var nominerad i klassen bästa musik